# Сандро Ботичели
Алесандро ди Мариано ди Вани Филипепи (1445 – 1510), по-известен като Сандро Ботичели (на италиански: Sandro Botticelli), е италиански художник. Наследява прякора си, който означава „Бъчвичката“, от пълния си по-голям брат. Ботичели е един от най-големите италиански живописци от Флорентинската школа, творил по времето на Високия Ренесанс. Създава картини по митологически – „Раждането на Венера“ (1485), „Пролет“ (1478) – както и по християнски мотиви. По-късните му произведения са мрачни и драматични.

## Биография
Сандро Ботичели е роден във Флоренция. От 1461 г. учи живопис при Филипо Липи, а по-късно е ученик и на забележителния скулптор и живописец Андреа Верокио, където се сближава с Леонардо да Винчи, който също е ученик на Верокио.
Името на Ботичели става известно благодарение на платното „Поклонението на влъхвите“ (1476 г.), с което привлича вниманието на Медичите. На тази картина (днес в Галерия Уфици, Флоренция) той рисува своя единствен автопортрет. По това време културното развитие на Флоренция е в разцвет и градът успешно съперничи на Рим. Политическата власт е в ръцете на няколко богати фамилии, които постоянно си съперничат. Борбата между тях приключва с победата на банкерската фамилия Медичи. Главата на фамилията – Козимо де Медичи, става негласен управител на Флоренция. В неговия двор се стичат писатели, поети, учени, архитекти и художници. Ботичели е близък с Медичите и работи за тях. Междувременно илюстрира с множество рисунки „Божествена комедия“ на Данте Алигиери. Неговото изящно творчество със своите ярки цветове, обеми и елементи на стилизация има голям успех в средите на високообразованите флорентинци. В изкуството на Ботичели, за разлика от това на други художници от Ранния Ренесанс, преобладават личните преживявания и идеи на художника.
Едни от най-известните картини от зрелия му период са „Пролет“ (1477 г.) и „Раждането на Венера“ (1483 г.), които са вдъхновени от стиховете на хуманиста Анджело Полициано, придворен поет на Медичите. Алегоричната картина „Пролет“ е нарисувана за вилата на Медичите и е едно от най-сложните по съдържание платна на Ботичели.
Ботичели попада под въздействието на доминиканския монах и известен проповедник Савонарола и през 1497 – 1498 г. сам изгаря на градския площад свои картини на митологични теми. След като папата отлъчва Савонарола от църквата, а през май 1498 г. той е изгорен на клада като еретик на Пиаца дела Синьория – точно там, където той и последователите му били издигнали Кладата на суетата предната година, Ботичели изпада в немилост и работи (до 1504 г.) изключително на религиозни теми.
Сандро Ботичели заболява и умира в нищета на 17 май 1510 г. Завещанието на художника е изпълнено и е погребан до Симонета Веспучи в църквата Онисанти (Флоренция).
Творчеството му (запазени са около 150 произведения) е преоткрито чак в средата на 19 век.

## Картини на Ботичели

### Ранен период
| Картина | Име                                               | Съхранена в                                                 | Създадена година, размер      | Техника             |
| ------- | ------------------------------------------------- | ----------------------------------------------------------- | ----------------------------- | ------------------- |
|         | Мадоната с Младенеца и ангел                      | Болница на невинните Флоренция, Италия                      | 1465 – 1467 87 × 60 см        | темпера върху дърво |
|         | Мадоната с Младенеца и ангел                      | Музей Феш Аячо,Франция                                      | 1465 – 1467 110 × 70 см       | темпера върху дърво |
|         | Поклонението на влъхвите                          | Национална галерия (Лондон) Лондон,Англия                   | 1465 – 1470 50 × 136 см       | темпера върху дърво |
|         | Мадоната с Младенеца                              | Музей Петит Палас Авиньон,Франция                           | 1467 71 × 51 см               | темпера върху дърво |
|         | Мадоната от лоджията                              | Уфици Флоренция,Италия                                      | 1467 72 × 50 см               | темпера върху дърво |
|         | Мадоната с Младенеца и ангел                      | Художествен музей Пасадена Пасадина (Калифорния),Калифорния | 1468 88 × 68 см               | темпера върху дърво |
|         | Богородица с Христос, два ангела и Йоан Кръстител | Галерия на Академията Флоренция,Италия                      | 1468 85 × 62 см               | темпера върху дърво |
|         | Мадоната с Младенеца и два ангела                 | Национален музей и галерия на Каподимонте Неапол,Италия     | 1468 – 1469 100 × 71 см       | темпера върху дърво |
|         | Портрет на младеж                                 | Палацо Пити Флоренция,Италия                                | 1469 51 × 33,7 см             | темпера върху дърво |
|         | Мадоната в слава и серафими                       | Уфици Флоренция,Италия                                      | 1469 – 1470 120 × 65 см       | темпера върху дърво |
|         | Мадоната в Розовата градина                       | Уфици Флоренция,Италия                                      | 1469 – 1470 124 × 65 см       | темпера върху дърво |
|         | Силата                                            | Уфици Флоренция,Италия                                      | 1470 167 × 87 см              | темпера върху дърво |
|         | Олтар на Сант'Амброджо                            | Уфици Флоренция,Италия                                      | 1470 170 × 194 см             | темпера върху дърво |
|         | Мадоната с Младенеца и ангел                      | Музей Изабела Стюарт-Гарднър Бостън,Масачузетс              | 1470 – 1472 85 × 64,5 см      | темпера върху дърво |
|         | Портрет на Есмералда Брандини                     | Виктория и Албърт (музей) Лондон,Англия                     | 1470 – 1475 65,7 × 41 см      | темпера върху дърво |
|         | Преклонението на влъхвите                         | Национална галерия (Лондон) Лондон,Англия                   | 1470 – 1475 диаметър 130,8 см | темпера върху дърво |
|         | Юдит                                              | Уфици Флоренция,Италия                                      | 1472 32 × 25 см               | темпера върху дърво |
|         | Откриване трупа на Олоферн                        | Уфици Флоренция,Италия                                      | 1472 31 × 25 см               | темпера върху дърво |
|         | Свети Себастиан                                   | Берлинска картинна галерия Берлин,Германия                  | 1473 195 × 100 см             | темпера върху дърво |

### Първи период при Медичите
| Картина | Име                                        | Съхранена в                                                         | Създадена година, размер      | Техника             |
| ------- | ------------------------------------------ | ------------------------------------------------------------------- | ----------------------------- | ------------------- |
|         | Мадоната, обожаваща Младенеца и Свети Йоан | Палацо Фарнезе Пиаченца, Италия                                     | 1475 – 1480                   | темпера върху дърво |
|         | Портрет на мъж с медал от Козимо Старши    | Уфици Флоренция,Италия                                              | 1474 – 1475 57,5 × 44 см      | темпера върху дърво |
|         | Портрет на млада жена                      | Палацо Пити Флоренция,Италия                                        | 1475 61 × 40 см               | темпера върху дърво |
|         | Поклонението на влъхвите (Ботичели)        | Палацо Фарнезе Пиаченца, Италия                                     | 1475 111 × 134 см             | темпера върху дърво |
|         | Поклонение пред Младенеца                  | Санта Мария Новела Флоренция, Италия                                | 1476 – 1478 200 × 300 см      | темпера върху дърво |
|         | Мадона от морето                           | Галерия на Академията Флоренция, Италия                             | 1477 60,5 × 49,5 см           | темпера върху дърво |
|         | Мадоната с Младенеца и пеещи ангели        | Берлинска картинна галерия Берлин, Германия                         | 1477 диаметър 136,5 см        | темпера върху дърво |
|         | Портрет на Джулиано де Медичи              | Национална художествена галерия Вашингтон, САЩ                      | 1478 – 1480 75,6 × 52,6 см    | темпера върху дърво |
|         | Портрет на Джулиано де Медичи              | Академия Карара Бергамо, Италия                                     | 1478 – 1480 54 × 36 см        | темпера върху дърво |
|         | Портрет на Джулиано де Медичи              | Берлинска картинна галерия Берлин, Германия                         | 1478 – 1480 53 × 36 см        | темпера върху дърво |
|         | Свети Августин в кабинета                  | Онисанти (Флоренция) Флоренция, Италия                              | 1480 152 × 112 см             | стенопис            |
|         | Портрет на Симонета Веспучи                | Щеделски художествен институт и галерия Франкфурт на Майн, Германия | 1480 81,8 × 54 см             | темпера върху дърво |
|         | Мадона Магнификат                          | Уфици Флоренция, Италия                                             | 1480 – 1481 диаметър 118,0 см | темпера върху дърво |
|         | Мадоната с книга                           | Музей Полди Пецоли Милано, Италия                                   | 1480 – 1481 58 – 39,5 см      | темпера върху дърво |
|         | Благовещение                               | Уфици Флоренция, Италия                                             | 1481 243 – 555 см             | стенопис            |

### Римски период
| Картина | Име                                       | Съхранена в                | Създадена година, размер   | Техника  |
| ------- | ----------------------------------------- | -------------------------- | -------------------------- | -------- |
|         | Папи                                      | Сикстинска капела Ватикана | 1481                       | стенопис |
|         | Папи                                      | Сикстинска капела Ватикана | 1481                       | стенопис |
|         | Изпитанията на Моисей (Сикстинска капела) | Сикстинска капела Ватикана | 1481 – 1482 348,5 х 558 см | стенопис |
|         | Наказване на бунтовниците                 | Сикстинска капела Ватикана | 1481 – 1482 348,5 х 570 см | стенопис |
|         | Изпитанията на Христос                    | Сикстинска капела Ватикана | 1481 – 1482 348,5 х 558 см | стенопис |

### Втори период при Медичите
| Картина | Име                                    | Съхранена в                                     | Създадена година, размер   | Техника                     |
| ------- | -------------------------------------- | ----------------------------------------------- | -------------------------- | --------------------------- |
|         | Поклонението на влъхвите               | Национална художествена галерия Вашингтон, САЩ  | 1482 70 × 103 см           | темпера върху дърво         |
|         | Пролет                                 | Уфици Флоренция, Италия                         | 1482 203 х 314 см          | темпера върху дърво         |
|         | Палад и кентавърът                     | Уфици Флоренция, Италия                         | 1482 207 х 148 см          | темпера върху дърво         |
|         | Портрет на младеж                      | Национална художествена галерия Вашингтон, САЩ  | 1482 – 1485 43,5 × 46,2 см | темпера върху дърво         |
|         | Венера и Марс                          | Национална галерия (Лондон) Лондон, Англия      | 1483 69 х 173,5 см         | темпера върху дърво         |
|         | Настаджо дели Онести (първи епизод)    | Прадо Мадрид, Испания                           | 1483 83 х 138 см           | темпера върху дърво         |
|         | Настаджо дели Онести (втори епизод)    | Прадо Мадрид, Испания                           | 1483 83 х 138 см           | темпера върху дърво         |
|         | Настаджо дели Онести (трети епизод)    | Прадо Мадрид, Испания                           | 1483 84 х 142 см           | темпера върху дърво         |
|         | Настаджо дели Онести (четвърти епизод) | Частна колекция в Палацо Пучи Флоренция, Италия | 1483 83 х 142 см           | темпера върху дърво         |
|         | Портрет на младеж                      | Национална галерия (Лондон) Лондон, Англия      | 1483 – 1484 37,5 х 28,2 см | темпера върху дърво         |
|         | Мадона Барди                           | Берлинска картинна галерия Берлин, Германия     | 1484 – 1485 185 х 180 см   | темпера върху дърво         |
|         | Портрет на млада жена                  | Палацо Пити Флоренция, Италия                   | 1485 61 х 40 см            | темпера върху дърво         |
|         | Раждането на Венера (Ботичели)         | Уфици Флоренция, Италия                         | 1485 172,5 х 278,5 см      | темпера върху платно        |
|         | Благовещение                           | Музей на изкуството „Метрополитън“ Ню Йорк, САЩ | 1485 172,5 х 278,5 см      | темпера и злато върху дърво |
|         | Мадоната с Младенеца и нар             | Уфици Флоренция, Италия                         | 1487 диаметър 143,5 см     | темпера върху дърво         |

### Последен период
| Картина | Име                                                   | Съхранена в                                                 | Създадена година, размер    | Техника             |
| ------- | ----------------------------------------------------- | ----------------------------------------------------------- | --------------------------- | ------------------- |
|         | Олтар на Сан Барнаба                                  | Уфици Флоренция, Италия                                     | 1487 268 х 280 см           | темпера върху дърво |
|         | Благовещение (Ботичели)                               | Уфици Флоренция, Италия                                     | 1489 – 1490 150 х 156 см    | темпера върху дърво |
|         | Богородица, обожаваща Исус                            | Национална художествена галерия Вашингтон, САЩ              | 1490 диаметър 59,6 см       | темпера върху дърво |
|         | Олтар на Сан Марко                                    | Уфици Флоренция, Италия                                     | 1488 – 1490 378 х 258 см    | темпера върху дърво |
|         | Благовещение                                          | Художествена галерия и музей Келвингрове Глазгоу, Шотландия | 1490 – 1495 49,5 х 61,9 см  | темпера върху дърво |
|         | Свети Августин в кабинета си                          | Уфици Флоренция, Италия                                     | 1490 – 1494 41 х 27 см      | темпера върху дърво |
|         | Мадоната с Младенеца и Свети Йоан                     | Уфици Флоренция, Италия                                     | 1490 – 1495 134 х 92 см     | темпера върху дърво |
|         | света Троица                                          | Галерия Курто Лондон, [Англия]]                             | 1491 – 1493 215 × 192 см    | темпера върху дърво |
|         | Магдалена слуша Христовата проповед                   | Музей на изкуствата Филаделфия, САЩ                         | 1491 – 1493 18 × 42 см      | темпера върху дърво |
|         | Празник в къщата на Симоне                            | Музей на изкуствата Филаделфия, САЩ                         | 1491 – 1493 18 × 42 см      | темпера върху дърво |
|         | Мария Магдалена и Христос                             | Музей на изкуствата Филаделфия, САЩ                         | 1491 – 1493 18 × 42 см      | темпера върху дърво |
|         | Мария Магдалена и Христос                             | Музей на изкуствата Филаделфия, САЩ                         | 1491 – 1493 18 × 42 см      | темпера върху дърво |
|         | Последно причастие на Мария Магдалена                 | Музей на изкуствата Филаделфия, САЩ                         | 1491 – 1493 18 × 42 см      | темпера върху дърво |
|         | Клевета (Ботичели)                                    | Уфици Флоренция, Италия                                     | 1491 – 1495 62 × 91 см      | темпера върху дърво |
|         | Опяване на мъртвия Христос                            | Музей Полди Пецоли Милано, Италия                           | 1495 – 1500 107 х 71 см     | темпера върху дърво |
|         | Опяване на мъртвия Христос                            | Стара пинакотека Мюнхен, Германия                           | 1495 – 1500 140 х 207 см    | темпера върху дърво |
|         | Историята на Вирджиния                                | Академия Карара Бергамо, Италия                             | 1496 – 1504 85 × 165 см     | темпера върху дърво |
|         | Историята на Лукреция                                 | Музей Изабела Стюарт-Гарднър Бостън,Масачузетс              | 1500 – 1501 83,5 × 180 см   | темпера върху дърво |
|         | Мистично рождество                                    | Национална галерия (Лондон) Лондон, Англия                  | 1501 108,5 × 75,0 см        | темпера върху дърво |
|         | Кръщение на св. Зенобий и назначаването му за епископ | Национална галерия (Лондон) Лондон, Англия                  | 1500 – 1505 108,5 × 75,0 см | темпера върху дърво |
|         | Трите чудеса на Свети Зенобий                         | Национална галерия (Лондон) Лондон, Англия                  | 1500 – 1505 64,8 × 139,7 см | темпера върху дърво |
|         | Трите чудеса на Свети Зенобий                         | Музей на изкуството „Метрополитън“ Ню Йорк, САЩ             | 1500 – 1505 67,3 х 150,5 см | темпера върху дърво |
|         | Последно чудо и смъртта на Свети Зенобий              | Галерия на старите майстори Дрезден, Германия               | 1500 – 1505 66 х 182 см     | темпера върху дърво |